# Mika Ääritalo
Mika Ääritalo (Taivassalo, 25 juli 1985) is een Fins voormalig  profvoetballer die speelde als aanvaller.

## Statistieken
| Seizoen | Club               | Land      | Competitie     | Wed. | Doelp. |
| ------- | ------------------ | --------- | -------------- | ---- | ------ |
| 2002    | TPS Turku          | Finland   | Veikkausliiga  | 5    | 0      |
| 2002/03 | Aston Villa FC     | Engeland  | Premier League | 0    | 0      |
| 2003/04 | Aston Villa FC     | Engeland  | Premier League | 0    | 0      |
| 2004/05 | Aston Villa FC     | Engeland  | Premier League | 0    | 0      |
| 2005    | TPS Turku          | Finland   | Veikkausliiga  | 4    | 0      |
| 2006    | TPS Turku          | Finland   | Veikkausliiga  | 21   | 3      |
| 2007    | TPS Turku          | Finland   | Veikkausliiga  | 26   | 8      |
| 2008    | TPS Turku          | Finland   | Veikkausliiga  | 15   | 5      |
| 2009    | TPS Turku          | Finland   | Veikkausliiga  | 15   | 3      |
| 2010    | TPS Turku          | Finland   | Veikkausliiga  | 25   | 4      |
| 2011    | TPS Turku          | Finland   | Veikkausliiga  | 31   | 11     |
| 2012    | TPS Turku          | Finland   | Veikkausliiga  | 29   | 8      |
| 2013    | TPS Turku          | Finland   | Veikkausliiga  | 30   | 5      |
| 2014    | → Holstein Kiel    | Duitsland | 3.Liga         | 6    | 0      |
| 2014    | TPS Turku          | Finland   | Veikkausliiga  | 6    | 2      |
| 2015    | FC Lahti           | Finland   | Veikkausliiga  | 23   | 4      |
| 2016    | Kuopion Palloseura | Finland   | Veikkausliiga  | 30   | 0      |
| 2017    | TPS Turku          | Finland   | Ykkönen        | 23   | 4      |
| 2018    | TPS Turku          | Finland   | Veikkausliiga  | 29   | 8      |
| Totaal  | Totaal             | Totaal    | Totaal         | 318  | 65     |

## Interlandcarrière
Ääritalo kwam tot dusver zes keer uit voor de nationale ploeg van Finland, en scoorde eenmaal voor zijn vaderland. Hij maakte zijn debuut onder leiding van de Schotse bondscoach Stuart Baxter op 21 mei 2010 in de vriendschappelijke uitwedstrijd tegen Estland (2-0 nederlaag) in Tallinn. Hij viel in dat duel na 81 minuten in voor Roman Jerjomenko. Ook keepers Jukka Lehtovaara (TPS Turku) en Lukáš Hrádecký (Esbjerg fB) maakten in die wedstrijd voor het eerst hun opwachting in de nationale ploeg.

## Erelijst
TPS Turku
- Suomen Cup

2010
- Liigacup

2012